# Ołeksandr Chira
Ołeksandr Chira (węg. Sándor Chira, ur. 17 stycznia 1897 w Wilkiwcach, zm. 23 maja 1983) – biskup pomocniczy Użhorodu (eparchii mukaczewskiej), jeden z głównych organizatorów Kościoła katolickiego w Kazachstanie.

## Młodość i wczesna działalność
Urodził się w wielodzietnej rodzinie greckokatolickiego księdza Kornelija Chiry i Berty Tabakowycz. W 1915 wstąpił do seminarium w Użhorodzie, które ukończył z wynikiem wyróżniającym, co pozwoliło mu na wyjazd na stypendium na studia teologiczne do Budapesztu. Został wyświęcony w 1920, dobrowolnie zdecydował się na życie w celibacie. Początkowo był sekretarzem biskupa mukaczewskiego Antona Poppa, w latach 1922-1923 – proboszczem w swojej rodzinnej wiosce, w roku następnym objął podobne stanowisko we wsi Ternowo. W 1924 Anton Popp mianował go kierownikiem duchowym seminarium w Użhorodzie, gdzie następnie wykładał historię Kościoła katolickiego i prawa kanonicznego. Chira wyróżniał się jako zdolny mówca i człowiek doskonale rozumiejący problemy studentów seminarium.
30 kwietnia 1925 zebranie założycielskie Stowarzyszenia Misyjnego św. Jozafata wybrało go na przewodniczącego tej organizacji. W 1934 został rektorem seminarium, w którym pracował. Funkcję tę pełnił do września 1939, po czym pozostał w seminarium jako wykładowca teologii moralnej. W kwietniu 1943 wyjechał do Rzymu, gdzie – szczególnie zainteresowany wyjazdem do pracy misyjnej – przygotowywał się do pracy misjonarza. W 1944 został mianowany przez biskupa Teodora Romżę wikariuszem generalnym eparchii mukaczewskiej Kościoła katolickiego obrządku bizantyjsko-rusińskiego i potajemnie wyświęcony na biskupa.

## Represje stalinowskie
Po wejściu Armii Czerwonej na Zakarpacie Chira został uznany za jednego z najbardziej wrogich stalinizmowi księży greckokatolickich. Ostrzegany przez przyjaciół przed zagrożeniem, odmawiał jednak wyjazdu za granicę, lecz razem z biskupem Romżą starał się wspierać wiernych i kler i nie dopuszczać do ich przechodzenia na prawosławie. Po zabójstwie Romży NKWD złożyło ks. Chirze ofertę objęcia eparchii mukaczowskiej pod warunkiem konwersji całego katolickiego Kościoła rusińskiego na prawosławie. Chira stanowczo odmówił i został 10 lutego 1949 aresztowany. Przebywał w więzieniach w Użhorodzie, Kijowie, gdzie był torturowany. 6 sierpnia 1949 stanął przed stalinowskim sądem i został skazany na 25 lat więzienia, konfiskatę mienia i utratę praw obywatelskich na 5 lat. Przebywał w łagrach w Tajczecie i Kemerowie, pracując w kopalni.
Po śmierci Stalina Chira został uwolniony i w trzy lata później zdołał w sekrecie powrócić do rodzinnej wsi, gdzie nielegalnie rozpoczął odprawianie nabożeństw greckokatolickich. Wyświęcił również potajemnie kilku greckokatolickich księży. Został ponownie aresztowany w czasie mszy w Boże Narodzenie i skazany na deportację z terytorium Ukrainy Radzieckiej.

## Praca duszpasterska w Karagandzie
Chira został wywieziony do Kazachstanu, gdzie formalnie podjął pracę robotnika fizycznego, zaś nielegalnie otworzył kaplicę greckokatolicką i zaczął odprawiać nabożeństwa dla licznych przebywających w okolicy wysiedleńców. Nadal szykanowany przez KGB, pracował w ten sposób przez dalsze 20 lat, starając się zalegalizować stale powiększającą się nieformalną wspólnotę wiernych katolickich obrządków bizantyjskiego i łacińskiego. Dopiero w 1978 otrzymał zgodę na budowę kościoła w Karagandzie oraz na krótki wyjazd w rodzinne strony. W okresie od 1956 do 1983 Chira w tajemnicy wyświęcił na potrzeby wspólnoty katolików kazachstańskich ok. 30 nowych kapłanów i trzech biskupów. Jednym z jego duchowych wychowanków był obecny ordynariusz Kościoła katolickiego obrządku bizantyjsko-rosyjskiego Joseph Werth. 28 kwietnia 1979 został formalnie zrehabilitowany przez władze radzieckie.
Zmarł w 1983 po krótkiej chorobie. Do końca życia starał się utrzymywać kontakt z nielegalnymi strukturami Kościoła greckokatolickiego na Zakarpaciu. Trwa rozpatrywanie wniosku o jego beatyfikację